# 雷蒙三世 (的黎波里)

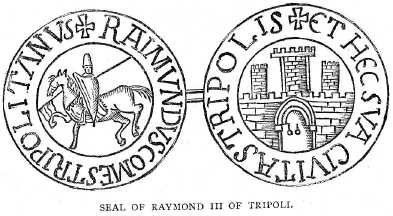
的黎波里雷蒙德印章的繪圖，摘自《十字軍東徵：耶路撒冷拉丁王國的故事》，作者 T. A. Archer 和 Charles Lethbridge Kingsford（倫敦和紐約，1894 年）。這幅畫誤讀了一些細節：事實上，他的頭部是側面的，戴著一個有鼻子的頭盔。

的黎波里的雷蒙三世（Raymond III of Tripoli，1140年—1187年），的黎波里伯爵（1152年－1187年）、加利利和太巴列王子。

## 早期生活
圣吉勒的雷蒙是的黎波里的雷蒙一世的曾孙。他接过他父亲雷蒙二世的爵位——他的父親在1152年被阿萨辛暗杀，当时他才12岁。他的母亲耶路撒冷的奥迪耶尔娜是鲍德温二世的女儿，摄政的黎波里直到他15岁。他也被称为小雷蒙以区别于他的父亲。
1160年，拜占庭皇帝曼努埃爾一世要找一个十字军国家的妻子。两个候选人是雷蒙的姐姐的黎波里的梅里森德和安条克的玛丽亚公主。起初，梅里森德选中了，雷蒙准备了一笔巨额的嫁妆。但当一年的沟通以后（这段时间，他准备了12条大帆船护送梅里森德），曼努埃尔的外交官却听信谣言，说梅里森德（和雷蒙他自己）的父亲不是雷蒙二世，所以这个婚姻就取消了。曼努埃尔和玛丽亚结了婚。
雷蒙觉得自己和姐姐被侮辱了，于是把送嫁妆的船队用来劫掠拜占庭的塞浦路斯岛。梅里森德后来进了修道院，很快抑郁而终。

## 摄政耶路撒冷
1174年，鲍德温四世即位耶路撒冷国王，他当时太小，还患有麻疯病，所以，普朗西的米尔斯宣布自己来摄政。但是很快雷蒙到达耶路撒冷，因为他是已故国王阿莫里最近的亲戚，所以宣称自己理应担任摄政。因为雷蒙是阿莫里的表弟，而且他也取得了王国的几个主要的男爵的支持，包括多伦的翁弗鲁瓦二世、伊贝林的贝里昂和西多的雷诺。很快米尔斯在阿克被阿萨辛暗杀，雷蒙也因此被授予了bailli也就是摄政的称号。
雷蒙与加利利公主，布雷斯的艾思奇娃结婚了。她同时是提伯利湖附近的圣奥默的瓦尔特的遗孀，这让雷蒙取得了耶路撒冷王国北部大部分地区的实际控制权。特别是加利利湖和提柏雷湖附近的要塞。作为摄政王，他指派提尔的威廉作为王国的首相（1174年），兼任提尔的大主教（1175年）。1176年他从摄政的位置上退位，然后安排鲍德温四世的姐姐，耶路撒冷的西比拉与蒙特菲拉的纪尧姆结婚。纪尧姆在1177年让西比拉怀孕后死去，纪尧姆的遺腹子即為未来的鲍德温五世。

## 王朝的内斗
阿莫里一世结婚两次，前妻康特内的安格尼斯，现在嫁给了西冬的雷吉纳；第二个妻子玛丽亚·科穆宁娜，1177年嫁给了伊贝林的贝里昂。阿马里科和玛利亚的女儿，西比拉已经到了成熟的年纪，生了个儿子，也显然是最有希望继承她的倒霉弟弟的王位。但是阿马里科与玛丽亚的女儿伊莎贝拉受到了她的继父，伊贝林家族的支持去争取这个继承权。
雷蒙自己夹在这些势力之中，左右为难。作为国王的男方的最近的亲属，他有一种强烈的冲动就是自己获得这个王位。但是，他的妻子和前夫有好几个小孩，他自己却没有小孩去继承自己的衣钵，这让他缓下了篡位的脚步。相反，他和伊贝林家族一起成为一个搅局者，试图去影响几个公主侄女的婚姻。国王只能相当的依赖他娘和兄弟，艾德萨的约瑟林三世——一个没有当国王欲望的人。
1179年，鲍德温计划让西比拉同勃艮第的于格三世结婚，但是直到1180年春天也没定下来。雷蒙施展妙计，和波希姆德三世一起朝耶路撒冷行军，强迫国王把姐姐嫁给另一个候选人，很可能是伊贝林的鲍德温，贝里昂的哥哥。为了反对这个，国王匆匆安排西比拉同吕西尼昂的居伊结婚，阿马里科的小弟，王国的治安官。与外国势力联姻可以为王国带来潜在的军事帮助。有个法王腓力二世的小孩，居伊的地位作为国王和西比拉第一表兄英格兰的亨利二世的附庸——他可是有教皇的赎罪券——是很有用的。雷蒙没进入王国就打道回府。
1182年，鲍德温四世因为麻疯病的恶化，任命居伊为摄政王。雷蒙质疑这个决定。但稍晚时候，居伊让鲍德温很失望，因此鲍德温重新任命雷蒙为摄政王，并给予了他在贝鲁特的控制权。鲍德温还同意把西比拉第一段婚姻的儿子，蒙特菲拉的鲍德温作为排在西比拉和居伊之前的王位继承人。这个小孩后来在1183年，由雷蒙主持，加冕为鲍德温五世。同时，如果这个小孩在未成年时就死了，继承权就要传给“最正确的继承人”，直到他的男性亲属，英法国王和神圣罗马帝国国王腓特烈一世和教皇判断西比拉和伊莎贝拉那一个更适合继承。

## 鲍德温五世的统治
鲍德温四世死于1185年春，他的外甥即位。雷蒙是摄政王，不过他把自己对鲍德温五世的监护权传给了舅舅艾德萨的约瑟林三世，并宣布这是因为，如果这个孩子死去，自己不想引起嫌疑。果然鲍德温五世在1186年春在阿克就死了。蒙特菲拉的纪尧姆五世和约瑟林护送棺木回到耶路撒冷，雷蒙没有出现。
哪一面都没能如鲍德温四世的意。葬礼过后，西比拉被约瑟林任命为她弟弟的继承者，尽管她同意和居伊结婚，就像她父亲和第一个妻子离婚一样。因为这样她就可以选一个新的配偶。一旦加冕，她立即给居伊加冕，同时，雷蒙去了那不勒斯，玛丽亚和贝里昂的老家，找到了效忠伊莎贝拉公主和伊贝林家族的贵族们。雷蒙想伊莎贝拉和多伦的翁弗鲁瓦四世加冕。然而，翁弗鲁瓦服从了他的继父，沙蒂永的雷纳德的意思，宣誓效忠居伊。为了避免引起内战，雷蒙退出争斗并回到了的黎波里。

## 哈丁之战与身死
在的黎波里，雷蒙与萨拉丁保持和平，也许是想联合他对抗共同的敌人居伊。在1186年年底，萨拉丁和军队集结在雷蒙的采邑，靠近提伯雷湖附近，在雷纳德大劫穆斯林车队的时候威胁王国。伊贝林的贝里昂派出一个信使，奉命联络居伊和雷蒙，但是萨拉丁的军队在克雷森之战伏击他们（1187年5月）。之后，雷蒙很不情愿的与居伊保持了和平。但是萨拉丁立刻围攻提伯雷，而不是像十字军以为的那样掠夺王国。于是雷蒙和居伊在阿克联合军队，但是却无法取得一致。雷蒙不想和萨拉丁打胶着战——尽管雷蒙的妻子艾思奇娃还在提伯雷。居伊不同意，十字军进军到一个无水的平原，然后就被萨拉丁的大军围起来。不久后就在提伯雷之外的哈丁战役中几乎被完全摧垮。雷蒙擔當前锋，有五个雷蒙的骑士被俘后告知了萨拉丁十字军内部的不和。前锋被萨拉丁包围以后，雷蒙带领前锋骑兵进行了两次不成功的冲锋。穆斯林军队在他第二次冲锋时候放了他过去，并切断了他和大部队的联络。他就逃走了，成为少数逃脱的人。
雷蒙和其他幸存者在提尔重新集结，随后大概在8月回到了的黎波里。同年9月到10月間，就因胸膜炎过世。他让教子，安条克的雷蒙作为自己的继承人，尽管这孩子的父亲，安条克的波希蒙德三世让一个更小的儿子波希蒙德四世继任自己的爵位。

## 同时代人的记录
提尔的威廉这样描述雷蒙：
“……很瘦，很节俭，中等个头，皮肤黝黑。他有深色的直髮，犀利的眼神，肩膀总是挺直。他反应迅速，精力充沛，活力十足，天赋是沉着冷静，远见卓识。和一般人相比，他总是饮食有度。他对陌生人宽宏大量，慷慨大方，对自己的人却约束的很严格。他精于文学，多才多艺，因为他自然渴望的心态，帮助他在敌营被俘的时候，花大力气学得了很多。和国王阿马里科一世一样，他渴求寻找书本中的知识。如果有人在跟前能回答他的问题，他会不厌其烦的讨教。”
穆斯林作家中，伊本·艾西尔记载：“在那个时候的法国人，没有人比的黎波里领主更勇敢无畏，富有智慧。”Ibn Jubair记录，他有着“惊人的智商和敏锐”。
他与布雷斯的艾思奇娃的婚姻，提尔的威廉写到：“他爱她和她的小孩，就像是自己亲生的一样。”雷蒙和艾思奇娃没有子嗣。